# Музеумсквартір
48°12′09″ пн. ш. 16°21′41″ сх. д. / 48.2025° пн. ш. 16.3614° сх. д.
«Музеумсквартір» (нім. Museumsquartier) — станція Віденського метрополітену, розміщена на лінії U2 між станціями «Фолькстеатер» та «Карлс-плац».
Відкрита в 1966 році як станція трамвая «Маріягільфер-штрасе». 30 серпня 1980 року відкрита як станція метро. У 1991 році перейменована на «Бабенбергер-штрасе». Сучасна назва з 2000 року. З травня 2021 року по грудень 2024 року була закрита на реконструкцію у зв'язку з планованим відкриттям лінії U5, до якої має відійти станція.